# إدوارد كيوغ
إدوارد كيوغ هو سياسي أمريكي، (و. 1835 – 1898 م). نشط حزبياً في الحزب الديمقراطي. وقد انتخب عضو جمعية ولاية ويسكونسن ‏ وانتخب عضو مجلس ولاية ويسكونسن ‏.